# Legénd
Legénd is een plaats (község) en gemeente in het Hongaarse comitaat Nógrád. Legénd telt 552 inwoners (2001).